# Wie ein Fremder – Eine deutsche Popmusik-Geschichte
Wie ein Fremder – Eine deutsche Popmusik-Geschichte ist eine fünfteilige Doku-Serie von Aljoscha Pause aus dem Jahr 2020. Die Serie begleitet den Musiker Roland Meyer de Voltaire.

## Hintergrund und Handlung
In der Langzeitstudie über sechs Jahre begleitet der Filmemacher Aljoscha Pause den Musiker Roland Meyer de Voltaire (bekannt unter dem Namen SCHWARZ und als Sänger der ehemaligen deutschen Band Voltaire). Die fünfteilige Serie entstand unter Mitwirkung von Musikjournalisten und Weggefährten wie Schiller, Madsen, Megaloh oder Enno Bunger und behandelt zentrale Fragen wie Erfolg und Misserfolg in der Welt der Popmusik oder alternative Lebensentwürfe.
Die Premiere der Doku-Serie Wie ein Fremder – Eine deutsche Popmusik-Geschichte fand am 2. Juni 2020 aufgrund der Covid-19-Pandemie in einer Bonner Auto-Konzert-Location statt. Zusätzlich zur Vorführung der ersten Folge traten Voltaire und SCHWARZ, Enno Bunger, Megaloh, Sebastian Madsen auf.
Am 5. Juni 2020 wurde die Serie als Blu-ray und VOD veröffentlicht. Seit 1. Oktober 2020 ist sie auf Netflix verfügbar. Im April 2021 veranstaltete 3sat erstmals einen Themenabend mit einer kompletten Doku-Serie und zeigte Wie ein Fremder – Eine deutsche Popmusik-Geschichte am Stück.

## Kritiken
„Eine Reise zu sich. Eine wunderbare Geschichte von Überzeugung und Hoffnung.“

„Ein Portrait über einen beeindruckenden Menschen – für den Musik nichts weniger als existenziell ist.“

„Es ist ein tragisches Märchen, wie es nur die Popmusik schreiben kann. Ein intimes, nahes und
dennoch nie pathetisches Porträt über einen Menschen, der eigentlich nie etwas anderes machen
wollte als Musik. Und daran fast zerbricht. Ganz nach Hesse, der in seinem Demian schreibt: ‚Ich
wollte ja nichts als das zu leben versuchen, was von selber aus mir heraus wollte. Warum war das so
sehr schwer?‘ Die deutsche Musik-Doku des Jahres.“

„Einen besseren Einblick in die Wirklichkeit eines Musikerlebens kann man eigentlich gar nicht bekommen. Ich glaube man begreift danach besser, was einen Künstler wirklich ausmacht. Eine wirklich großartige Langzeit-Doku-Serie.“

„Was Tom Meets Zizou für den Fußball war, ist Wie ein Fremder für die Musikbranche.“

„Ich habe mir die Serie in einer Nacht reingezogen und bin begeistert. Suchtfaktor!“

„Akribisch und mit Leidenschaft taucht Aljoscha Pause in diese Geschichte ein, die von einem Musiker erzählt, der alles mitbringt, was es braucht, um groß zu werden.“

„Wie ein Fremder ist ein Plädoyer, ruhig öfter im Leben etwas zu wagen, die Komfortzone zu verlassen, keine Angst zu haben vor der Suche nach dem richtigen Platz im Leben und Mut zu haben für einen Neuanfang. Eine sehr sehenswerte Langzeit-Studie.“

„Wer bei Voltaire nicht nur an einen Philosophen, sondern an ein deutsches Popmusik-Versprechen denkt und bittersüße Töne und tieftraurige Zeilen im Kopf hat, ist bei Aljoscha Pauses jüngstem Dokumentarprojekt genau richtig. Der Rest sollte reinschauen, um etwas über die Unwägbarkeiten eines Künstlerlebens, die kompromisslose Liebe zu einer Berufung und die deutsche Musikindustrie zu lernen.“